# Сьверчин (Мазовецьке воєводство)
Сьверчин (пол. Świerczyn) — село в Польщі, у гміні Дробін Плоцького повіту Мазовецького воєводства.
Населення — 92 особи (2011).
У 1975—1998 роках село належало до Плоцького воєводства.

## Демографія
Демографічна структура станом на 31 березня 2011 року:
|          | Загалом | Допрацездатний вік | Працездатний вік | Постпрацездатний вік |
| -------- | ------- | ------------------ | ---------------- | -------------------- |
| Чоловіки | 48      | 10                 | 33               | 5                    |
| Жінки    | 44      | 4                  | 29               | 11                   |
| Разом    | 92      | 14                 | 62               | 16                   |